# Laat me nu toch niet alleen
Laat me nu toch niet alleen is een Nederlandstalig lied uit 1973, geschreven door Johan Verminnen en Dan Lacksman. De popgroep Clouseau coverde het nummer in 1995.

## Johan Verminnen
Het nummer kwam in 1973 uit als single van de Belgische artiest Johan Verminnen. Het is geschreven door Verminnen zelf en Dan Lacksman (begeleidend toetsenist). Het plaatje werd geproduceerd door Jean Kluger voor het Biram-platenlabel.
De B-kant van deze single was het liedje Twee handen.

### Hitnotering

#### BelgischeBRT Top 30
| Hitnotering: 9 t/m 15 februari 1974 | Hitnotering: 9 t/m 15 februari 1974 | Hitnotering: 9 t/m 15 februari 1974 |
| Week:                               | 1                                   |                                     |
| ----------------------------------- | ----------------------------------- | ----------------------------------- |
| Positie:                            | 26                                  | uit                                 |

### Meewerkende artiesten
- Producer:
  - Jean Kluger
- Muzikanten:
  - Dan Lacksman (Moog)
  - Jean-Pierre Onraedt (drums)
  - Johan Verminnen (zang)
  - Koen De Bruyne (piano)
  - Nick Roland (gitaar)
  - Yvan Desouter (basgitaar)

## Clouseau
Clouseau gaf het lied in 1995 ook uit op single, Lacksman was daarbij geluidstechnicus. Het origineel verkocht slecht in Nederland, voor de versie van Clouseau ging men er wel naar de platenzaak. Ook in België verkocht het beter dan het origineel.

### Hitnotering

#### Ultratop 50
| Hitnotering: 1-4-1995 t/m 19-5-1995 | Hitnotering: 1-4-1995 t/m 19-5-1995 | Hitnotering: 1-4-1995 t/m 19-5-1995 | Hitnotering: 1-4-1995 t/m 19-5-1995 | Hitnotering: 1-4-1995 t/m 19-5-1995 | Hitnotering: 1-4-1995 t/m 19-5-1995 | Hitnotering: 1-4-1995 t/m 19-5-1995 | Hitnotering: 1-4-1995 t/m 19-5-1995 | Hitnotering: 1-4-1995 t/m 19-5-1995 |
| Week:                               | 1                                   | 2                                   | 3                                   | 4                                   | 5                                   | 6                                   | 7                                   |                                     |
| ----------------------------------- | ----------------------------------- | ----------------------------------- | ----------------------------------- | ----------------------------------- | ----------------------------------- | ----------------------------------- | ----------------------------------- | ----------------------------------- |
| Positie:                            | 7                                   | 12                                  | 15                                  | 20                                  | 30                                  | 40                                  | 46                                  | uit                                 |

#### BelgischeBRT Top 30
| Hitnotering: 1-4-1995 t/m 5-5-1995 | Hitnotering: 1-4-1995 t/m 5-5-1995 | Hitnotering: 1-4-1995 t/m 5-5-1995 | Hitnotering: 1-4-1995 t/m 5-5-1995 | Hitnotering: 1-4-1995 t/m 5-5-1995 | Hitnotering: 1-4-1995 t/m 5-5-1995 | Hitnotering: 1-4-1995 t/m 5-5-1995 |
| Week:                              | 1                                  | 2                                  | 3                                  | 4                                  | 5                                  |                                    |
| ---------------------------------- | ---------------------------------- | ---------------------------------- | ---------------------------------- | ---------------------------------- | ---------------------------------- | ---------------------------------- |
| Positie:                           | 7                                  | 12                                 | 15                                 | 20                                 | 30                                 | uit                                |

#### Nederlandse Top 40
| Hitnotering: week 7 t/m 25 in 1995 | Hitnotering: week 7 t/m 25 in 1995 | Hitnotering: week 7 t/m 25 in 1995 | Hitnotering: week 7 t/m 25 in 1995 | Hitnotering: week 7 t/m 25 in 1995 | Hitnotering: week 7 t/m 25 in 1995 | Hitnotering: week 7 t/m 25 in 1995 | Hitnotering: week 7 t/m 25 in 1995 | Hitnotering: week 7 t/m 25 in 1995 | Hitnotering: week 7 t/m 25 in 1995 | Hitnotering: week 7 t/m 25 in 1995 | Hitnotering: week 7 t/m 25 in 1995 | Hitnotering: week 7 t/m 25 in 1995 | Hitnotering: week 7 t/m 25 in 1995 | Hitnotering: week 7 t/m 25 in 1995 | Hitnotering: week 7 t/m 25 in 1995 | Hitnotering: week 7 t/m 25 in 1995 | Hitnotering: week 7 t/m 25 in 1995 | Hitnotering: week 7 t/m 25 in 1995 | Hitnotering: week 7 t/m 25 in 1995 |
| Week:                              | 1                                  | 2                                  | 3                                  | 4                                  | 5                                  | 6                                  | 7                                  | 8                                  | 9                                  | 10                                 | 11                                 | 12                                 | 13                                 | 14                                 | 15                                 | 16                                 | 17                                 | 18                                 |                                    |
| ---------------------------------- | ---------------------------------- | ---------------------------------- | ---------------------------------- | ---------------------------------- | ---------------------------------- | ---------------------------------- | ---------------------------------- | ---------------------------------- | ---------------------------------- | ---------------------------------- | ---------------------------------- | ---------------------------------- | ---------------------------------- | ---------------------------------- | ---------------------------------- | ---------------------------------- | ---------------------------------- | ---------------------------------- | ---------------------------------- |
| Positie:                           | 32                                 | 25                                 | 20                                 | 18                                 | 16                                 | 9                                  | 8                                  | 6                                  | 6                                  | 9                                  | 12                                 | 13                                 | 23                                 | 27                                 | 31                                 | 35                                 | 28                                 | 29                                 | uit                                |

#### NederlandseSingle Top 100
| Hitnotering: 11-2-1995 t/m 1-7-1995 | Hitnotering: 11-2-1995 t/m 1-7-1995 | Hitnotering: 11-2-1995 t/m 1-7-1995 | Hitnotering: 11-2-1995 t/m 1-7-1995 | Hitnotering: 11-2-1995 t/m 1-7-1995 | Hitnotering: 11-2-1995 t/m 1-7-1995 | Hitnotering: 11-2-1995 t/m 1-7-1995 | Hitnotering: 11-2-1995 t/m 1-7-1995 | Hitnotering: 11-2-1995 t/m 1-7-1995 | Hitnotering: 11-2-1995 t/m 1-7-1995 | Hitnotering: 11-2-1995 t/m 1-7-1995 | Hitnotering: 11-2-1995 t/m 1-7-1995 |
| Week:                               | 1                                   | 2                                   | 3                                   | 4                                   | 5                                   | 6                                   | 7                                   | 8                                   | 9                                   | 10                                  | 11                                  |
| ----------------------------------- | ----------------------------------- | ----------------------------------- | ----------------------------------- | ----------------------------------- | ----------------------------------- | ----------------------------------- | ----------------------------------- | ----------------------------------- | ----------------------------------- | ----------------------------------- | ----------------------------------- |
| Positie:                            | 45                                  | 33                                  | 29                                  | 23                                  | 20                                  | 16                                  | 10                                  | 7                                   | 4                                   | 4                                   | 5                                   |
| Week:                               | 12                                  | 13                                  | 14                                  | 15                                  | 16                                  | 17                                  | 18                                  | 19                                  | 20                                  | 21                                  |                                     |
| Positie:                            | 9                                   | 12                                  | 14                                  | 21                                  | 19                                  | 14                                  | 12                                  | 18                                  | 26                                  | 38                                  | uit                                 |

### Meewerkende artiesten
- Productie:
  - Jean Blaute
  - Kris Wauters
- Mix
  - Ronald Prent
- Techniek / opname
  - Dan Lacksman
  - Werner Pensaert
- Muzikanten:
  - Bob Savenberg (backing vocals, drums)
  - Eddie Conard (percussie)
  - Eric Melaerts (akoestische gitaar, elektrische gitaar, gitaarsolo)
  - Evert Verhees (basgitaar)
  - Kevin Mulligan (akoestische gitaar, elektrische gitaar)
  - Koen Wauters (zang)
  - Kris Wauters (backing vocals, synthesizer)
  - Walter Mets (drums)